# Kim Darroch
Sir Nigel Kim Darroch (South Stanley, Anglaterra, 30 d'abril de 1954) és un diplomàtic britànic. D'ençà el gener del 2016 ha estat ambaixador del Regne Unit als Estats Units. Esdevingué famós al juliol del 2019 arran de filtracions de correus electrònics seus en els quals criticava la "ineptitud, la inestabilitat i la incompetència" del president estatunidenc Donald Trump.